# Äu (digramme)
Cette page contient des caractères spéciaux ou non latins. S’ils s’affichent mal (▯, ?, etc.), consultez la page d’aide Unicode.
Pour les articles homonymes, voir AU.
Äu (minuscule äu) est un digramme de l'alphabet latin composé d'un A tréma (Ä) et d'un U.

## Linguistique
- En allemand, le digramme « äu » correspond généralement à la diphtongue [ɔɪ]. Dans quelques mots cependant, il est séparé en deux syllabes et note les deux voyelles en hiatus [ɛ.ʊ], comme dans le prénom Matthäus.

## Représentation informatique
Comme la majorité des digrammes, il n'existe aucun encodage de « äu » sous un seul signe, il est toujours réalisé en accolant un Ä et un U,.